# Isola Matveev
L'isola Matveev (in russo: остров Матвеев) è un'isola della Russia nel mare della Pečora (la parte sud-orientale del mare di Barents). Amministrativamente appartiene al Zapoljarnyj rajon del Circondario autonomo dei Nenec, nell'Oblast' di Arcangelo (Circondario federale nordoccidentale).

## Geografia
L'isola Matveev si trova a nord-nord-ovest di capo Sever-Salja, l'estremità settentrionale dell'isola Dolgij, dove si trova anche la piccola isola di Golec (остров Голец, 69°22′51″N 58°39′37″E). Matveev è piccola, con varie insenature rocciose, piccoli laghi, e coperta dalla vegetazione tipica della tundra. L'altezza massima è di 11 m. Nella parte settentrionale ci sono due fari inattivi. L'isola fa parte del Parco naturale nazionale dei Nenec.